# Vale de Fergana

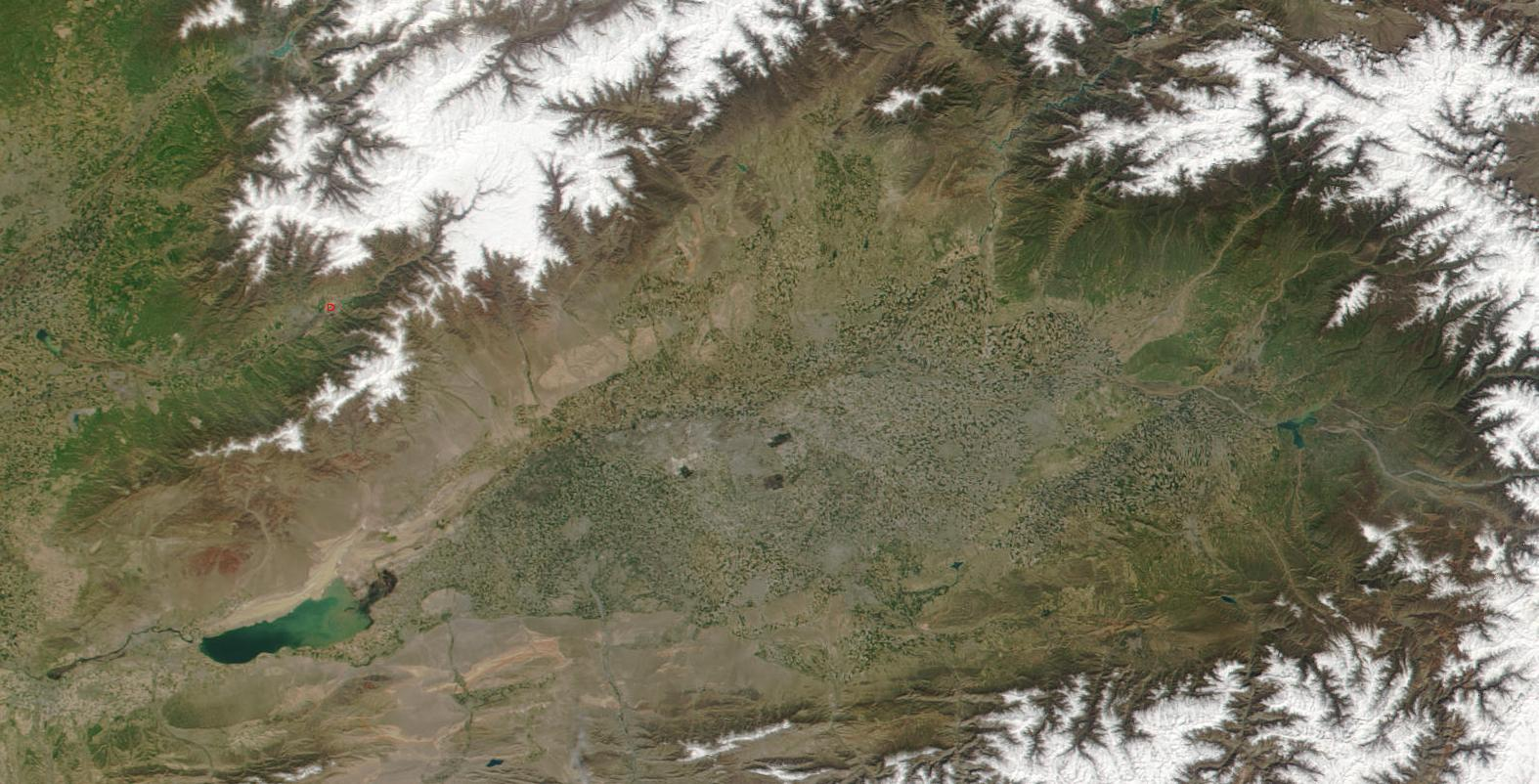
Imagem de satélite do vale de Fergana

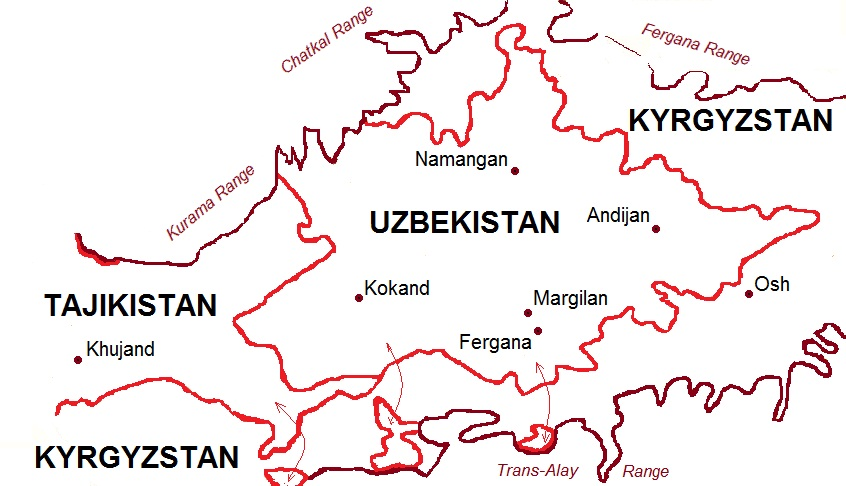
Mapa simplifciado do vale

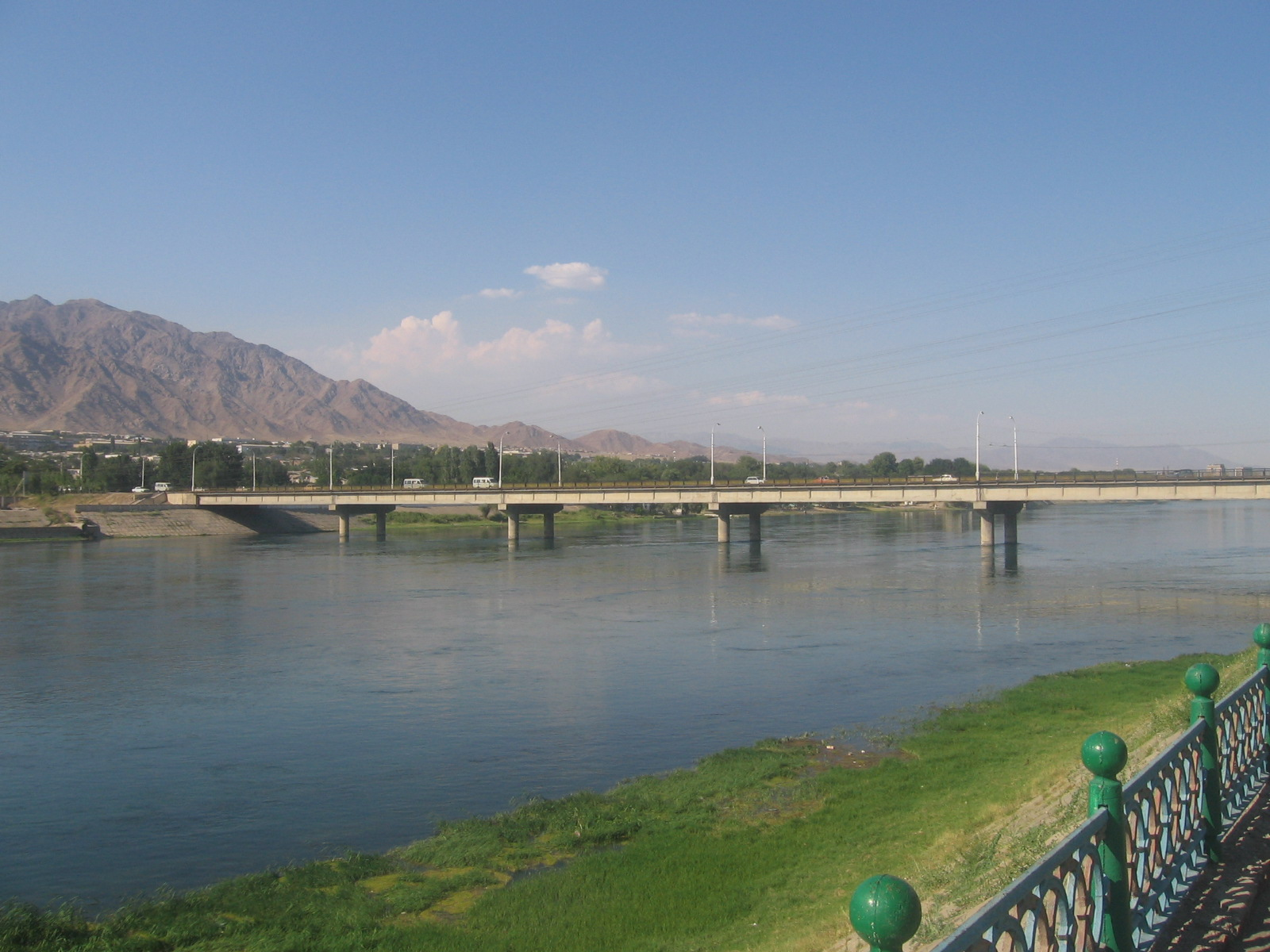
O rio Sir Dária perto de Cujanda, Tajiquistão

O vale de Fergana (em usbeque: Farg‘ona vodiysi; em quirguiz: Фергана өрөөнү, pronúncia AFI: /ferʀɑnɑ œrœːny/; em tajique: водии Фaрғонa; em russo: Ферганская долина; em persa: وادی فرغانه), ou simplesmente Fergana, é uma região fértil e histórica da Ásia Central que se estende por cerca de 22 000 km² no leste do Usbequistão, sul do Quirguistão e norte do Tajiquistão. É limitado a norte pela cordilheira de Chatkal (parte do Tian Shan) e a sul pela de Alai, ambas parte do Pamir. Tem aproximadamente 300 km de comprimento por 70 km de largura e é habitado por aproximadamente dez milhões de pessoas, um quinto da população total da Ásia Central. É a região mais densamente povoada daquela parte do mundo.
Dividido entre três antigas repúblicas soviéticas, o vale é habitado por várias etnias e no início do século XXI foi palco de conflitos étnicos. É de forma aproximadamente triangular e situa-se numa parte em geral árida da Ásia Central. Deve a sua grande fertilidade aos rios Kara Darya e Naryn, que nascem nas montanhas Tian Shan e confluem junto a Namangã para formarem o Sir Dária. A história da região remonta a ao século IV a.C., quando foi conquistada por invasores greco-bactrianos vindos de ocidente.[carece de fontes?]
Segundo os cronistas chineses, as cidades do vale foram fundadas há mais de 2 100 anos e foram um elo de ligação entre as civilizações chinesa, grega, bactriana e parta. Ali nasceu Babur (1483–1530), o fundador do Império Mogol, que uniu politicamente o vale ao que é hoje o Afeganistão e a Ásia Meridional. A região foi conquistada pelo Império Russo no final do século XIX e passou a fazer parte da União Soviética na década de 1920. As suas três repúblicas soviéticas tornaram-se independentes em 1991. A população é maioritariamente muçulmana e é etnicamente usbeque, tajique e quirguiz, frequentemente misturada e habitando áreas que não seguem as fronteiras políticas modernas. Historicamente há minorias importantes de russos, casgares, quipechaques, judeus bukharan e ciganos.[carece de fontes?]
A cultura extensiva de algodão, introduzida pelos soviéticos no século XX, continua a ser a principal atividade económica, a par duma ampla variedade de cereais, fruta e hortaliças. Há uma longa tradição de pecuária, curtumes e em anos mais recentes registou-se um crescimento do setor mineiro, nomeadamente na exploração de carvão, ferro, enxofre, gipsita, halita, nafta algumas pequenas reservas de petróleo.[carece de fontes?]

## Nomes
O topónimo é por vezes transliterado como Fargana, Farghana e Ferghana. Noutras línguas regionais é:[carece de fontes?]
- em usbeque: Farg‘ona vodiysi, Фарғона водийси, فەرغانە ۉادىيسى
- em quirguiz: Фергана өрөөнү, Ferğana öröönü, فەرعانا ۅرۅۅنۉ, AFI: /ɸerɢɑnɑ ørøːny/
- em tajique: Водии Фарғона, Vodiyi Farğona / Vodiji Farƣona
- em russo: Ферганская долина, Ferganskaja dolina
- em persa:  وادی فرغانه, Vâdiye Ferqâna
- em chinês: 费尔干纳盆地, Xiao'erjing: فِ عَر قًا نَ پٌ دِ
- em dungano: Фыйрганна Пенды

## Geografia e geologia
O vale de Fergana é uma depressão entre montanhas na Ásia Central situado entre as cordilheiras de Tian Shan e de  Gissar-Alai. Ocupa aproximadamente 22 000 km², ao longo de cerca de 300 km de comprimento e 70 km de largura. A sua localização torna-a uma região geográfica separada.
A fertilidade da região deve-se aos dois principais rios do vale, o Kara Darya e o Naryn, cuja confluência, perto de Namangã, forma o Sir Dária. Estes rios têm numerosos afluentes no vale, nomeadamente o Sokh. Os cursos de água e os seus afluentes que nascem nas montanhas, além de abastecerem água para irrigação, trazem também vastas quantidades de areia, que se deposita ao longo dos leitos, especialmente no trecho do Sir Dária que atravessa a cumeada Cujanda-Ajar para formar o vale, onde existe uma vasta área de areias movediças que cobre cerca de 1 900 km² onde sopram ventos de sudoeste.[carece de fontes?]
A parte central da depressão que forma o vale é caraterizado por blocos de subsidência, originalmente com profundidades entre 6 e 7 km, em grande parte enchidos com sedimentos cuja idade chega a remontar à extinção do Permiano-Triássico (cerca de 252 milhões de anos). Alguns dos sedimentos são carbonatos marinhos e argilas. As falhas geológicas são cavalgamentos. Os anticlinais associados a estas falhas formam depósitos de petróleo e gás natural, que foram descobertos em 52 pequenos campos petrolíferos.

### Clima
O clima do vale é seco e quente. Em março, a temperatura máxima média é 20 °C, subindo rapidamente para 35 °C em junho, julho e agosto. Durante os cinco meses a seguir a abril, há muito pouca precipitação, mas aumenta em frequência a partir de outubro. Em dezembro e janeiro, quando ocorre neve e gelo, a temperatura chega a descer aos -20 °C.[carece de fontes?]

## História
Fergana está na rota por ocidente para a bacia do Tarim, na China, e foi zona fronteiriça de vários impérios da Antiguidade Clássica.

### Império Aqueménida
No final do século VI a.C., as partes ocidentais do vale de Fergana faziam parte de Soguediana, a qual era governada desde ocidente e no reinado de Dario, o Grande (r. 522–486 a.C.) estava dependente do Império Aqueménida. A independente e aguerrida Soguediana  formou uma região fronteiriça que isolava os persas aqueménidas dos nómadas citas a norte e a leste.
A Rocha de Soguediana, uma fortaleza em Soguediana, foi capturada em 327 a.C. pelas tropas de Alexandre; depois duma extensa campanha para acabar com com a resistência soguediana e da criação entrepostos militares guarnecidos por gregos veteranos, Alexandre uniu Soguediana e a Báctria numa única satrapia.[carece de fontes?]

### Cidade helenística

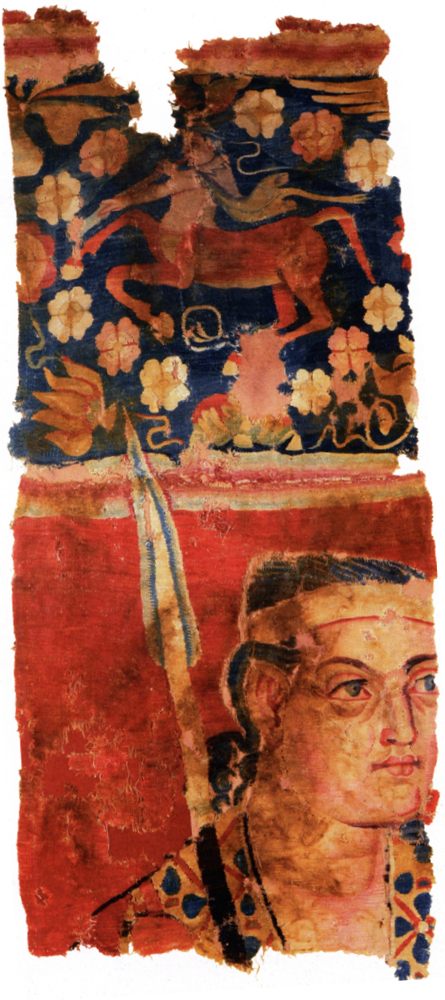
Parte da tapeçaria de Sampul

Em 329 a.C., Alexandre, o Grande fundou a cidade grega de Alexandria Escate ("a mais longínqua"), na parte sudoeste do vale de Fergana, na margem sul do rio Sir Dária (antigo Jaxartes em grego), onde atualmente se situa Cujanda, no Tajiquistão. Mais tarde, a cidade foi governada pelos selêucidas, antes da secessão da Báctria.[carece de fontes?]
Depois de 250 a.C., é provável que a cidade tivesse mantido contacto com o Reino Greco-Báctrio, centrado na Báctria, especialmente quando o rei greco-bactriano Eutidemo (ca.  260–200 a.C.) estendeu o seu controlo sobre Soguediana. Há indicações que a partir de Alexandria Escate foram lançadas expedições até locais como Casgar e Ürümqi, no Turquestão chinês, conduzindo aos primeiros contactos entre a China e o Ocidente circa 220 a.C. A norte das montanhas Tian Shan, na soleira da China, foram encontradas várias estatuetas e outras representações de soldados gregos, que estão atualmente em exposição no Museu de Xinjiang em Ürümqi,[carece de fontes?] nomeadamente a tapeçaria de Sampul Acerca dos greco-bactrianos, Estrabão escreveu «estenderam o seu império até sítios tão longínquos como os dos seres (chineses) e dos frinos».
A área de Fergana, chamada país dos daiuãs (dayuan) ou taiuãs (ta-yuan) pelos chineses, permaneceu uma parte integral do reino greco-bactriano até depois do reinado de Demétrio I da Báctria (r. ca.  200–180 a.C.); circa 120 a.C. foi confrontado pelos iuechis pelo oriente e pelos citas sacas a sul. Depois de 155 a.C., os iuechis foram empurrados para Fergana pelos seus vizinhos do norte e de leste. Os iuechis invadiram a civilização urbana dos daiuãs em Fergana e acabaram por se fixar na margem norte do rio Amu Dária, na região da Transoxiana, no que é hoje o Tajiquistão e Usbequistão, imediatamente a norte do Reino Greco-Báctrio. A cidade grega de Alexandria no Oxo parece ter sido completamente queimada pelos iuechis cerca de 145 a.C.. Empurrados por estas forças gémeas, o Reino Greco-Báctrio recentrou-se em volta de territórios que atualmente ficam no Afeganistão, ao passo que os novos invasores foram parcialmente assimilados pela cultura helenística que subsistiu no vale de Fergana.[carece de fontes?]

### Dinastia Han
Na obra Shiji (Memórias Históricas), baseada nas viagens de Zhang Qian e publicada cerca de 126 a.C., a região de Fergana aparece como o país dos daiuãs, possivelmente descendentes de colonos gregos (dayuan pode ser uma transliteração de "gregos jónicos"). A região foi famosa pelos seus "cavalos celestes", que os chineses tentaram obter dos daiuãs sem grande sucesso até terem empreendido uma guerra contra eles em 104 a.C.[carece de fontes?]
Os daiuãs era descritos pelos chineses como tendo caraterísticas incomuns e com uma civilização urbana sofisticada, similar à dos bactrianos e partos — «O Filho do Céu ao ouvir tudo isso raciocinou assim: Fergana (Daiuã) e as possessões da Báctria e da Pártia são grandes países, cheios de coisas raras, com uma população que vive em residências fixas, dada a ocupações de certa forma forma idênticas às do povo chinês, mas com exércitos fracos, e dão muita importância aos ricos produtos da China» (Hou Hanshu [Livro dos últimos Han]; século V d.C.).[carece de fontes?]
As atividades agrícolas dos daiuãs relatadas por Zhang Qian incluíam o cultivo de cereais e uvas para fazer vinho. A área de Fergana foi palco da primeira interação importante entre uma cultura urbanizada falante duma língua indo-europeia e a civilização chinesa, o que levou à criação da Rota da Seda a partir do século I a.C.[carece de fontes?]
Os territórios dos daiuãs foram conquistados pelos chineses durante a Guerra dos Cavalos Celestes, tendo ali sido instalado um regime chinês. Mais tarde, os Tang criaram o Protetorado das Regiões Ocidentais.[carece de fontes?]

### Cuchanas

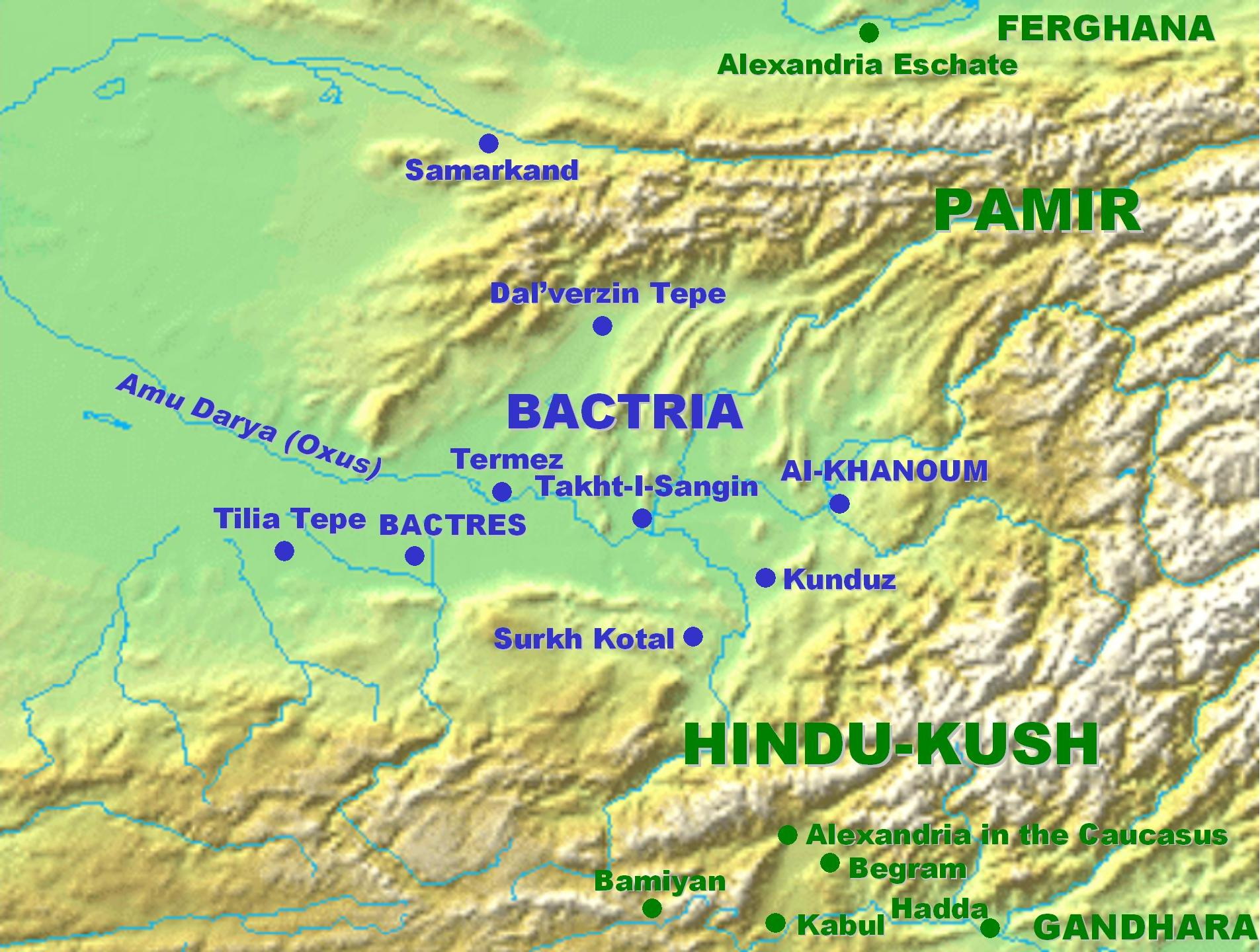
Mapa das antigas cidades da Báctria. Fergana, no canto superior direito, formava uma periferia daquelas cidades e estados menos poderosos.

O Império Cuchana foi formado pelos mesmos iuechis que tinha conquistado a Fergana helenística. Os cuchanas espalharam-se a partir do século I d.C. da confederação iuechi nos territórios da antiga Báctria em ambos os lados do curso médio do rio Oxo (Amu Dária) no que é hoje o Afeganistão, sul do Tajiquistão e Usbequistão. Os cuchanas conquistaram a maior parte do que é atualmente  norte da Índia e o Paquistão, avançando para leste a partir de Fergana. O poderio cuchana também consolidou o comércio a longa distância, ligando a Ásia Central tanto à China Han como ao Império Romano.[carece de fontes?]

### Sassânidas
Os cuchanas governaram a região como uma parte do seu império até ao século III, quando o império persas zoroastrista Sassânida invadiu os territórios cuchanas a partir de sudoeste. Fergana trocou várias vezes de mãos entre governantes locais e transoxianos a partir daí. Em alguns períodos nos séculos IV e V, o Império Sassânida controlou diretamente a Transoxiana e Fergana, na sequência das conquistas de Sapor II (r. 309–379) e Cosroes I (r. 531–579) aos cuchanas e aos heftalitas.[carece de fontes?]

### Heftalitas, goturcos e Dinastia Tang
O domínio sassânida de Fergana foi interrompido pelos heftalitas. Por sua vez, estes foram suplantados pelos goturcos em meados do século VI. Os goturcos dominaram a região, ou parte dela, até ao primeiro quartel do século VIII. Seguiu-se um período de domínio da Dinastia Tang, durante o qual a região integrou o Protetorado das Regiões Ocidentais, que durou de 659 a 790.[carece de fontes?]

### Domínio islâmico
Durante o século VIII, Fergana assistiu a confrontos entre a Dinastia Tang chinesa e a expansão do poderio islâmico, que originou a Batalha de Talas em 751, que terminou com a vitória dos muçulmanos e provocou o abandono da Ásia Central por parte da China. Nas batalhas precedentes, ocorridas em 715 e 717, os chineses tinham prevalecido sobre as forças árabes e turcas. A seguir à vitória de Talas, Fergana teve uma série de governantes muçulmanos árabes, persas e mais tarde túrquicos.
O Império Samânida, surgido no início do século IX, avançou para o que então era chamado Grande Coração (Khorasan), que incluía a Transoxiana e o vale de Fergana, a partir de ocidente. Em 819, Gassã ibne Abade, governador do Grande Coração nomeado pelo califa abássida Almamune, deu a autoridade sobre a cidade de Fergana a Amade ibne Assade, filho de Assade ibne Samã e neto do fundador da dinastia samânida, como recompensa pelo seu apoio contra o rebelde Rafi ibne Alaite. A seguir à morte do seu irmão Nu, que governou em Samarcanda, a autoridade desta cidade foi dada a Amade e a outro irmão, Iáia, pelo governador de Coração. Quando Amade morreu, em 864 ou 865, era o governante da maior parte da Transoxiana, Bucara e Corásmia. Samarcanda e Fergana ficaram nas mãos do seu filho Nácer I.
Quando a dinastia samânida sucumbiu, o vale de Fergana foi conquistado pelo Canato Caracânida. A parte oriental do vale esteve depois sob a suserania do Canato Caraquitai. O domínio caracânida durou até 1212, quando o Império Corásmio conquistou a parte ocidental do vale.[carece de fontes?]

### Domínio mongol-turcomano
O líder mongol Gêngis Cã invadiu a Transoxiana e Fergana em 1219, durante a conquista de Império Corásmio. Antes da sua morte, atribuiu os territórios ocidentais da Ásia Central ao seu segundo filho, Chagatai e essa região passou a ser conhecida como Canato de Chagatai. Mas não passou muito tempo até que os líderes turcomanos transoxianos governassem a região, à semelhança da maior parte da Ásia Central, como feudos do Canato da Horda Dourada do Império Mongol. Fergana passou a fazer parte do Império Turco-Mongol; esta confederação de nómadas conhecida como Barlas era constituída por restos do exército mongol original de Gengis Khan.
Após a conquista mongol da Ásia Central, os Barlas fixaram-se no Turquestão (que depois também ficou conhecido como Mogulistão, Mogulistão ou Mugalistão  — "Terra dos Mongóis") e misturaram-se num grau considerávl com os povos turcomanos locais e a população falante de línguas túrquicas, ao ponto de no reinado de Timur (Tamerlão; r. 1370–1405) os Barlas já estarem completamente turquizados em termos de língua e hábitos. Além disso, por se terem convertido ao islão, os turcos da Àsia Central também adotaram a literacia e alta cultura persa que tinham dominado culturalmente a Ásia Central desde os primeiros tempos da influência islâmica. A literatura persa foi instrumental na assimilação cultural da elite timúrida à cultura perso-islâmica. Herdeiro duma dessas confederações, Timur, fundador da Dinastia Timúrida, anexou o vale ao seu novo império consolidado no fim do século XIV, governando a região desde a sua capital Samarcanda.[carece de fontes?]
Situada na  Rota da Seda Setentrional, o vale de Fergana teve um papel significante no florescimento do islão medieval da Ásia Central. O seu filho mais famoso é Babur (1483–1530), descendente de Timur, famoso conquistador e fundador do Império Mogol indiano. Proselitistas muçulmanos do vale de Fergana, como Alfragano (al-Farghani; الفرغاني), Alandijani (الأندجاني), Anamangani (em árabe: النمنگاني, al-Namangani) e Alcojandi (الخوجندي) espalharam o islão em partes do que é hoje a Rússia, China e Índia.
O vale foi governado por uma série de estados muçulmanos na Idade Média. Na maior parte dessa época, os governantes locais e do sudoeste dividiram a região em vários pequenos estados. A partir do século XVI, os xaibânidas do Canato de Bucara dominaram Fergana, até serem substituídos pelos jânidas de Bucara em 1599. Em 1709, o emir Xaruque Begue (Shahrukh Bek) declarou independência do Canato de Bucara, estabelecendo o Canato de Cocande na parte oriental do vale, com capital em Cocande. O canato estendia-se desde o que é atualmente a parte oriental do Usbequistão e Tajiquistão, sul do Cazaquistão e todo o Quirguistão.[carece de fontes?]

### Império Russo e União Soviética
Fergana foi uma província do Turquestão Russo, formada em 1876 a partir do antigo Canato de Cocande. A província fazia fronteira com as províncias russas de Sir Dária a norte e noroeste, Samarcanda a oeste, Zhetysu a nordeste e Bucara a sul. O Afeganistão também fazia fronteira a sul e o limite leste era marcado pela fronteira com o Turquestão Chinês (Casgária, Sinquião). Os limites a sul, nas montanhas do Pamir, foram fixadas por uma comissão anglo-russa em 1885, desde o lago Zorkul (a que os britânicos chamavam Lago Vitória) até à fronteira chinesa. Khignan, Rushon e Wakhan foram dadas ao Afeganistão em troca de parte da região de Darvaz, na margem esquerda do rio Panj, que foi dada a Bucara. A área da província russa de Fergana tinha cerca de 53 000 km², dos quais 17 600 km² nas montanhas Pamir.[carece de fontes?]
Esta situação não foi bem encarada por parte dos habitantes. Em 1898, Muhammed Ali Khalfa proclamou uma jiade contra os russos. Porém, foi capturado e executado depois de terem sido mortos cerca de 20 russos. Quando a Revolução de 1905 se espalhou pelo Império Russo, alguns jadides estiveram ativos no vale de Fergana. Quando o regime czarista estendeu o serviço militar obrigatório aos muçulmanos estalou uma uma revolta com maior amplitude do que em 1898, que ainda não tinha sido completamente suprimida quando ocorreu a Revolução de 1917.[carece de fontes?]
Em 1924, as novas fronteiras que separaram as repúblicas soviéticas Usbeque e Quirguiz cortou a parte mais oriental do vale, bem como as encostas em seu redor. Em 1928, quando a República Autónoma Socialista Soviética Tajique até então parte da RSS Usbeque, se tornou uma república soviética de pleno direito, a área em redor de Cujanda passou a fazer parte da nova república. Estas fronteiras cortavam a saída natural do vale e as rotas para Samarcanda e Bucara, porém tal facto não teve grande impacto enquanto durou o domínio soviético. Toda a região fazia parte dum economia virada para a produção de algodão em escala massiva e as estruturas políticas abrangentes suprimiam quaisquer dificuldades no atravessamento de fronteiras dentro do espaço soviético.[carece de fontes?]

### Período pós-soviético
A desintegração da União Soviética em 1991 e o estabelecimento de repúblicas independentes, as fronteiras foram fortemente reforçadas. O Usbequistão fecha frequentemente as suas fronteiras com o Tajiquistão e com o Quirguistão, o que dificulta o comércio e causa muitas dificuldades a quem vive na região.[carece de fontes?]
Os habitantes da cidade tajique de Cujanda que vão à capital tajique de Duchambé não podem usar o caminho mais direto, através de território usbeque, e têm que passar por um passo de montanha muito alto entre as duas cidades, servida por uma estrada terrível. As comunicações entre as cidades do Quirguistão de Bisqueque e Osh passam por áreas montanhosas de difícil acesso. As tensões étnicas provocaram rebeliões em 1990, especialmente na cidade de Uzgen, perto de Osh. Desde então não se registou violência étnica e as coisas parecem ter-se acalmado por vários anos.
O vale é uma região conservadora em termos religiosos, que foi particularmente atingida pela legislação secularizadora do presidente usbeque Karimov e pela decisão deste de fechar as fronteiras com o Quirguistão em 2003, o que devastou a economia local por impedir a importação a baixo preço de bens de consumo chineses. A deposição de Askar Akayev no Quirguistão em abril de 2005, a par da prisão de vários proeminentes empresários locais, levou a que as tensões latentes provocassem tumultos nas áreas em volta de Andijã e Qorasuv durante as agitações sociais de maio de 2005 no Usbequistão, durante as quais foram mortos centenas de manifestantes por tropas.[carece de fontes?]
Em 2010 voltaram a ocorrer confrontos violentos na parte quirguiz do vale, impulsionada por tensões étnicas, as condições económicas degradadas devido à crise económica mundial e o conflito político devido à deposição do presidente quiguiz Kurmanbek Bakiyev em abril desse ano. Em junho, foi reportada a morte de cerca de 200 pessoas em confrontos em Osh e Jalal-Abad, nos quais foram feridas cerca de 2 000 pessoas. A tentativa de fuga para o Usbequistão de cem a 300 000 refugiados, na sua grande maioria de origem étnica usbeque, provocou uma crise humanitária de grandes proporções.[carece de fontes?] Em meados da década de 2010 havia indícios da existência de radicalismo islâmico.

## Economia

### Agriculture

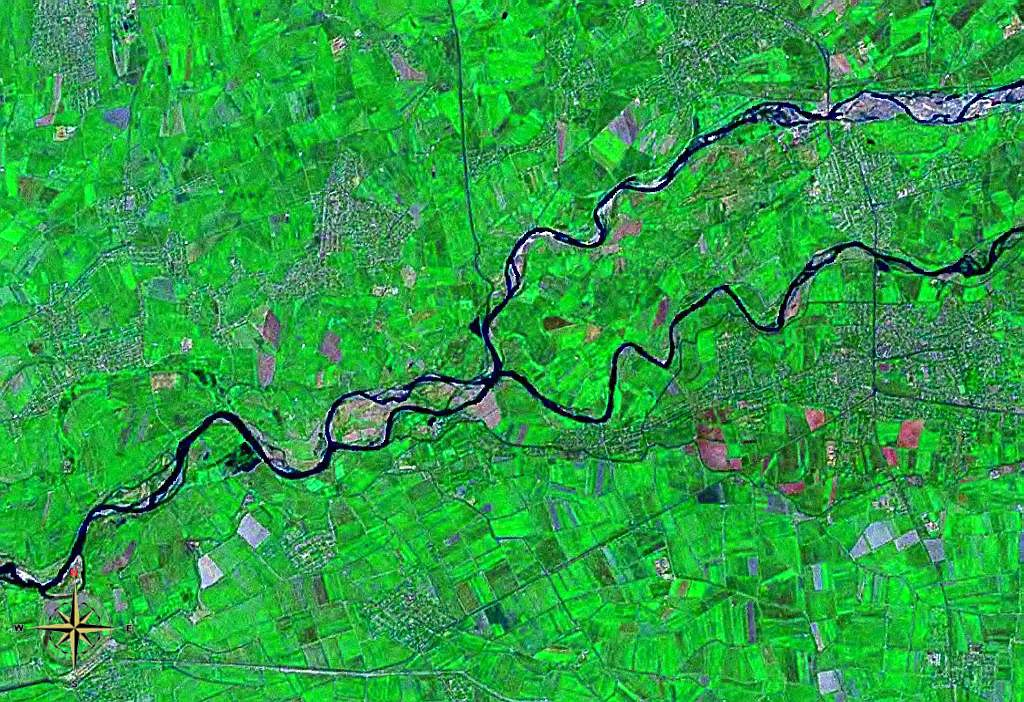
Imagem de satélite com cores irreais da confluência do Naryn e do Kara Darya, que dá origem ao Sir Dária, onde é visível a exploração agrícola da região

No período czarista, havia aproximadamente 1 200 000 ha de terras cultivadas, das quais cerca de um terço era permanentemente irrigada e as restantes eram parcialmente irrigadas. No início do século XX, a Encyclopædia Britannica descrevia o vale como admiravelmente cultivado, sendo as principais culturas o algodão, trigo, arroz, cevada, milho, milhete, alfafa, tabaco, hortaliças, legumes e fruta. A produção pecuária também era importante, havendo numerosos cavalos, bovinos, ovelhas e camelos. Havia mais de 6 900 ha de culturas em latadas e 140 000 ha de algodão.[carece de fontes?]
Na mesma altura, havia cerca de 400 000 ha de florestas e o governo mantinha um viveiro florestal em Marguilã de onde todos os anos eram distribuídas gratuitamente entre 120 e 200 mil árvores jovens entre os habitantes do vale. A criação de bicho-da-seda, anteriormente uma atividade próspera, estava em decadência, apesar de ter sido criada uma quinta estatal para o seu incentivo em Margilã.[carece de fontes?]

### Indústria
No vale há ou houve no passado explorações de carvão, ferro, enxofre, gipsite, sal-gema e nafta, mas só as duas últimas tiveram relevância. NO final do século XIX havia alguns pequenos poços de petróleo em Fergana, mas atualmente já não funcionam. No período czarista, as únicas empresas industriais eram cerca de 70 a 80 fábricas que faziam limpeza de algodão. Os principais produtos da indústria doméstica além das relacionadas com o algodão eram a correaria, papel e cutelaria. Durante o período soviético a situação industrial não mudou significativamente, tendo-se concentrado a industrialização nas cidades de Samarcanda e Bucara.[carece de fontes?]

### Comércio
O vale de Fergana foi um importante entreposto na Rota da Seda para mercadorias e pessoas que viajavam entre da China para o Médio Oriente e a Europa. Após atravessarem os passos de montanha de Casgar em Sinquião (Xinjiang), os mercadores encontravam um alívio bem vindo na abundância fértil de Fergana, além de terem a possibilidade de comprarem seda de alta qualidade fabricada em Margilã.[carece de fontes?]
A exportação mais famosa da região eram os "cavalos que suavam sangue" ou "cavalos celestes" que capturaram a imaginação dos chineses durante a Dinastia Han, embora seja quase certo que esses animais eram criados nas estepes a oeste de Bucara ou a norte de Tasquente e eram levados para Fergana para serem vendidos. No século XIX, como seria de esperar, o comércio com a Rússia era considerável; algodão e seda não tratadas, tabaco, peles e peças de couro eram exportadas, sendo importados bens manufaturados, têxteis, chá e açúcar, que em parte eram reexportados para Casgar e Bucara.[carece de fontes?]
Em 1911 o valor total anual do comércio de Fergana ascendia a cerca de 3,5 milhões de libras esterlinas. Na segunda década do século XXI sofria da mesma depressão que afetava todo o comércio originário ou que tem que passar pelo Usbequistão. A única exportação internacional de relevo é o algodão, embora também haja a assinalar uma fábrica de automóveis da Daewoo em Andijã.[carece de fontes?]

### Transportes
Até ao final do século XIX, Fergana, como era comum em toda a Ásia Central, dependia dos camelos, cavalos e burros para os transportes, havendo poucas estrada e as que havia eram de má qualidade. No início da década de 1870, os russos construíram uma trakt (espécie de estrada) que ligava Andijã, Cocande, Marguilã e Cujanda com Samarcanda e Tasquente. Em 1898 a Ferrovia Trans-Caspiana foi estendida até ao vale, até Andijã, e em 1906 foi aberta a Ferrovia Trans-Aral, que liga Oremburgo a Tasquente.[carece de fontes?]
Até à era soviética e à construção da Estrada do Pamir entre Osh e Khorugh na década de 1920, as estradas para Casgar e as montanhas Pamir mais não eram que caminhos nas montanhas, que passavam por passos a grande altitude. Por exemplo, na rota de Marguilã para Vale de Racht (vale de Racht) e para o Pamir, passa-se pelos passos de Kara-kazyk (4 389 m de altitude) e Tenghiz-bai (3 413 m), ambos transitáveis durante todo o ano; a rota para Casgar passava por Osh, Gulcha e pelos passos de Terek-davan (3 720 m), Taldyk (3 505 m), Archat (3 536 m) e Shart-davan (4 267 m). Outros passos que para sair do vale são os de Jiptyk (3 798 m, a sul de Cocande), Isfairam (3 657 m, que vai dar ao vale do Surkhob) e Kavuk (3 962 m, nas montanhas Alai).[carece de fontes?]
Em 2016 foi inaugurada a Ferrovia Angren-Pap, que passa por baixo do passo de Kamchik (2 268 m) através do túnel de Kamchik, que com 19,2 km de extensão, é o túnel ferroviário da Ásia Central. Com esta linha, o vale ficou finalmente com uma ligação ferroviária direta com o resto do Usbequistão.

## Demografia histórica
A edição de 1911 da Encyclopædia Britannica mostra todos os dados do censo russo de 1897, o único realizado no Império Russo antes de 1917 e ajuda a clarificar uma situação que foi tornada confusa pelos caprichos das políticas de nacionalidades soviéticas nas décadas de 1920 e 1930. O vale tinha 1 571 243 de habitantes em 1897, 707 132 (45%) deles mulheres e 286 369 (18,3%) residentes em cidades. A população estimada em 1906 era 1 796 500; dois terços eram sartes e usbeques. Viviam maioritariamente no vale, sendo as encostas das montanhas habitadas por quirguizes, parte deles nómadas and pastoris e outra parte agricultores não nómadas. Outras etnias presentes eram casgares, quipechaques, judeus bukharan e ciganos. Os governantes eram principalmente russos, que também constituíam a maior parte dos comerciantes e opeários industriais. No Turquestão Ocidental havia também uma classe de comerciantes, usualmente conhecidos como andijanis, da cidade de Andijã do vale de Fergana. A maioria da população era muçulmana (1 039 115, 66%, em 1897).[carece de fontes?]
As divisões reveladas pelo censo de 1897, entre uma área de língua maioritária tajique em volta de Cocande, regiões montanhosas povoadas por quirguizes e população não nómada no corpo principal do vale, reflete em termo gerais as fronteiras que foram desenhadas depois de 1924. Uma exceção é a cidade de Osh, cujos habitantes eram maioritariamente usbeques e que acabou por ficar no Quirguistão.[carece de fontes?]
Um dos elementos significativos em falta nos registos modernos da região são os sartes. O termo sart foi abolido pelos soviéticos como depreciativo mas de facto existia uma clara distinção entre os povos turcos persianizados, que falavam uma forma de turco carluco muito próxima do uigure, e os que chamavam a si próprios usbeques, descendentes duma tribo quipechaque que falava um dialeto muito mais próximo do cazaque, que chegaram à região com Maomé Xaibani, o terceiro cã da dinastia xaibânida. A prova de que era feita esta distinção étnica em Fergana encontra-se na tradução feita por Timur Beisembiev da “Vida de Alimculi”.   Há poucos quipechaques-usbeques em Fergana, apesar de terem tido poder político na região em vários períodos da história. Porém, em 1924 a política soviética decretou que todos os turcos fixados na Ásia Central seriam doravante conhecidos como usbeques (apesar da língua escolhida para a nova república soviética ser carluca e não quipechaque) e o vale de Fergana é atualmente visto como um território tradicionalmente usbeque.[carece de fontes?]

## Divisões administrativas
Em 1911 a província estava dividida em cinco distritos, com capitais em Fergana, que também era a capital provincial (8 977 habitantes em 1897), Andijã (49 682 hab. em 1900); Cocande (86 704 hab. em 1900); Namangã (61 906 hab. em 1897) e Osh (37 397 hab. em 1900). Outras cidades importantes eram Marguilã (42 855 hab. em 1900) e Chust (13 686 hab. em 1897).[carece de fontes?]
Atualmente o vale está dividido entre o Usbequistão, Quirguistão e Tajiquistão. A parte do vale deste último país faz parte da província de Sughd. No Quirguistão está dividido entre as províncias de Batken, Jalal-Abad e Osh; a capital desta última é a principal cidade do sul do país. No Usbequistão, o vale integra as províncias de Namangã, Andijã e Fergana.[carece de fontes?]

### Principais cidades no vale de Fergana
- Usbequistão: Andijã, Fergana e Cocande
- Quirguistão: Batken, Osh e Jalal-Abad
- Tajiquistão: Cujanda

### Regiões integradas pelo vale de Fergana
| País        | Região          | Capital    | População  | Área (km²) | Densidade (hab./km²) | Na totalidade no vale |
| ----------- | --------------- | ---------- | ---------- | ---------- | -------------------- | --------------------- |
| Quirguistão | Batken          | Batken     | 537 365    | 17 000     | 32                   | não                   |
| Quirguistão | Jalal-Abad      | Jalal-Abad | 1 238 750  | 33 648     | 37                   | não                   |
| Quirguistão | Osh (cidade)    | Osh        | 312 530    | 50         | 6 251                | sim                   |
| Quirguistão | Osh (província) | Osh        | 1 368 054  | 29 139     | 47                   | não                   |
| Tajiquistão | Sughd           | Cujanda    | 2 658 400  | 25 200     | 105                  | não                   |
| Usbequistão | Andijã          | Andijã     | 3 066 900  | 4 303      | 713                  | sim                   |
| Usbequistão | Fergana         | Fergana    | 3 683 300  | 7 005      | 526                  | sim                   |
| Usbequistão | Namangã         | Namangã    | 2 752 900  | 7 181      | 383                  | sim                   |
| Totais      | Totais          | Totais     | 14 000 000 | 123 759    | 113                  |                       |

Notas:
1. A maior parte da população de cada região reside no fundo do vale, qualquer que seja a área total.
2. Os dados da população são estimativas de 2020 e são os fornecidos pelas agência nacional de estatística do Quirguistão,[24] Tajiquistão[25] e Usbequistão.[26]

## Disputas fronteiriças
As negociações das fronteiras no vale de Fergana estão entre as mais complicadas da Ásia Central, onde teimam em existir vários enclaves. Os três países com territórios no vale — Usbequistão, Quirguistão e Tajiquistão — reclamam ter direitos históricos e económicos sobre a região, nomeadamente as rotas de transportes e recursos naturais. As negociações entre os três países são frequentemente tensas e propensas a conflitos.
Após o colapso da União Soviética, as negociações de fronteiras deixaram uma parte substancial de populações usbeques fora do Usbequistão. No sudoeste do Quirguistão estalou um conflito étnico violento em larga escala entre quirguizes e usbeques por causa de terras em 1990. O mesmo voltou a ocorrer em 2010. A política soviética de criação de delimitações nacionais através do estabelecimento de unidades políticos monoétnicas numa região onde vários povos há muito que viviam lado a lado lançou as sementes das tensões étnicas atuais.
Os conflitos pelos recursos hídricos também contribuem para as disputas fronteiriças. Por exemplo, a fronteira entre o Usbequistão e o Quirguistão na província de Jalal-Abad só está aberta de forma limitada para ajudar a irrigação, mas é comum que as disputas entre etnias nas áreas fronteiriças originem disputas de fronteiras nacionais. Durante o verão é comum ocorrerem conflitos por causa da água, que escasseia nessa altura do ano.

### Enclaves
- Baraque — exclave quirguize no Usbequistão
- Sarvan — exclave tajique no Usbequistão
- Voruque — exclave tajique no Quirguistão
- Kalacha ocidental — pequeno exclave tajique no Quirguistão
- Soque (So'x) — exclave usbequistanês no Quirguistão
- Xaquimardã — exclave usbequistanês no Quirguistão
- Kalacha — exclave usbequistanês no Quirguistão
- Dzhangail — exclave usbequistanês no Quirguistão